# Aternia Tarpeia
Aternia Tarpeia o Ateria Tarpeia, també esmentada com a lex Tarpeia, fou una llei de l'antiga Roma datada el 455 aC (300 de la fR) que fou aprovada en els comicis centuriats durant el consolat d'Espuri Tarpeu Montà Capitolí i Aule Ateri (o Aterni) Fontinal que autoritzava els diversos magistrats romans a castigar amb multa la desobediència a les seves ordres (abans només ho podien fer els cònsols). El valor de la multa no podria passar del valor de dos bous o de 30 ovelles.

## Context

### Procés de Tit Romili i Gai Veturi
L'any 454 aC els cònsols que deixaven el seu càrrec, Tit Romili Roc Vaticà i Gai Veturi Gemí Cicurí van ser acusats de no haver repartit el botí de guerra, arribada la victòria de l'exèrcit romà sobre els eques, a prop de Tusculum. En lloc de fer el repartiment habitual, els cònsols van preferir vendre'l i ingressar els diners en l'erari que, en aquells moments estava gairebé esgotat. En el judici els plebeus, a través dels seus tribuns, van aconseguir que es reconegués que s'havia trencat una tradició amb caràcter de llei i, per tant, es van veure obligats a fer compensacions als soldats que havien participat en la batalla. Gai Veteri havia de pagar un valor equivalent a 15.000 asos i Tit Romili 10.000.

### El problema de les compensacions
Les compensacions (en llatí:multae), que havien recaigut sobre el tresor públic, van presentar problemes en el moment de portar-les a la pràctica i per solucionar-ho es van haver d'anul·lar o adaptar les antigues lleis que regulaven aquest tema. Calia definir les raons per les quals es podia condemnar un magistrat a complir amb una compensació i també les condicions com s'havia de fer. Calia també fixar una regla d'equivalències entre el valor dels lingots de bronze i la quantitat de caps de bestiar utilitzades per complir amb la multa. Des de la caiguda de la monarquia els romans no feien servir monedes i les terres i l bestiar havien passat a ser valors d'intercanvi.

## Lleis sobre multes

### Lex Aternia Tarpeia

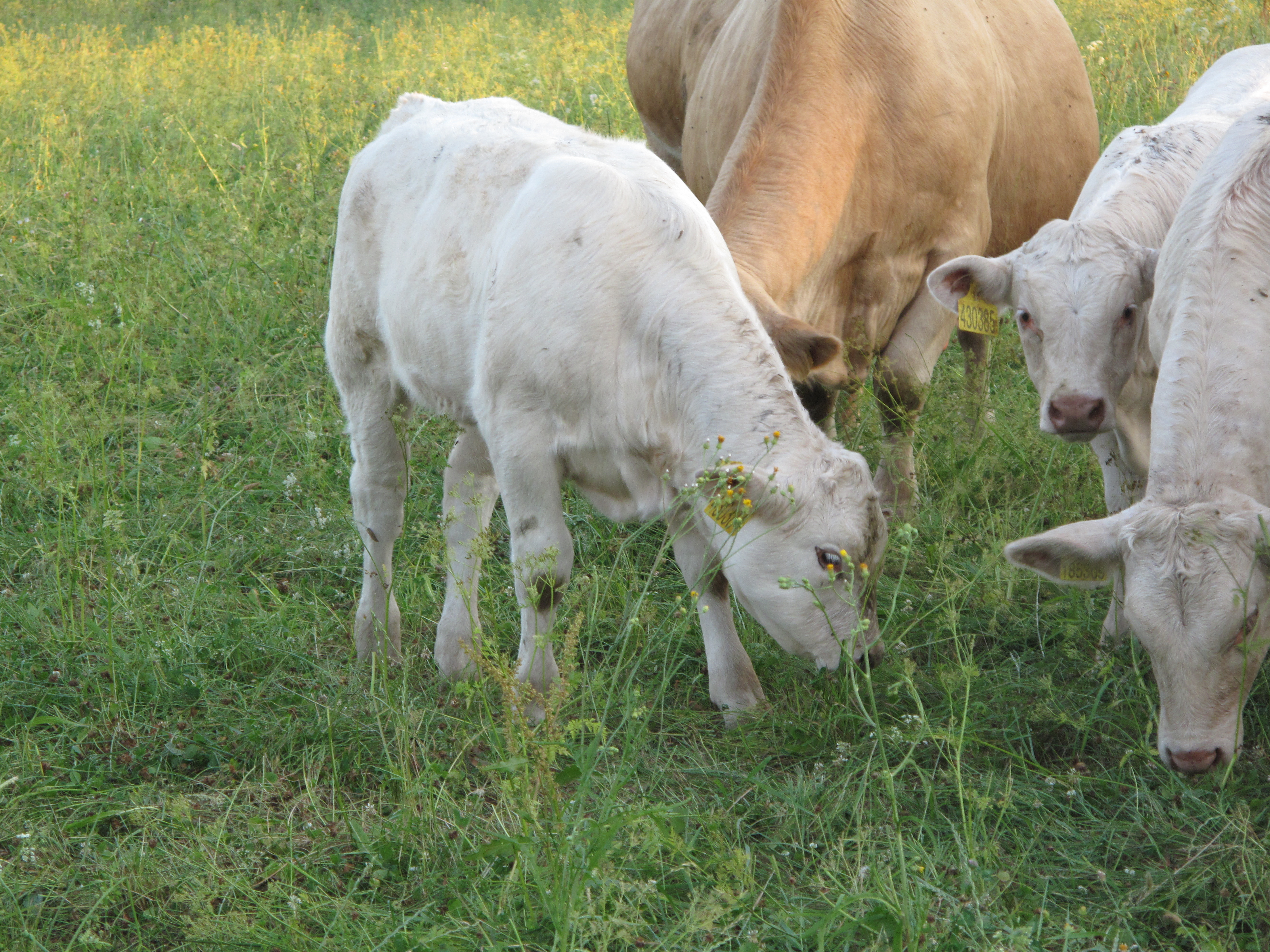
La llei va fixar l'equivalència del pagament entre caps de bestiar i asos

Per solucionar el problema es va nomenar a Aule Aterni Fontinalis i a Espuri Tarpeu. Aquests van proposar formar una comissió de decemvirs. Segons la interpretació d'alguns historiadors moderns, el nom de la comissió legibus Tarpeis Aterniis scribendis no portaria el nom dels cònsols que la van aprovar sinó que farien referència a noms d'antigues lleis sobre el mateix tema.
La promulgació d'aquesta llei no ve testimoniada pels historiadors Titus Livi ni Dionís d'Halicarnàs, però si que és esmentada per Ciceró qui la cita amb el nom de lex Tarpeia o lex Aternia (rarament amb els dos noms junts). També Aulus Gel·li la va comentar. A patir d'aquesta llei les compensacions es van comptabilitzar en caps de bestiar (pecunia), amb una suma màxima (multa suprema) de dos ovins i de trenta bovins per dia, i amb un mínim fixat en un oví. Anteriorment la qualitat de les bèsties no era homogènia, fet que va donar lloc a compliment de la llei amb insatisfacció per part del perceptor. Amb la nova llei es pretenia també, corregir aquesta situació definint un barem d'equivalència en deu asos per cada oví i de cent asos per cada boví.

### Lex Menenia Sestia
Til Meneni Agripes Lanat i Publi Sesti Capitolí Vaticà van fer una segona llei sobre compensacions, que alguns consideren una ampliació confirmant l'anterior Lex Aternia Tarpeia. Per assegurar la justícia de l'anterior, el senat va enviar una delegació a Grècia per veure com enfocaven la qüestió allà. Els ambaixadors van consultar les obres del jurista Soló.